# Pypka

herb Pypka

Pypka – polski herb szlachecki.

## Opis herbu
Juliusz Karol Ostrowski blazonuje herb następująco:
W polu niebieskim pomiędzy dwoma sześciopromiennymi gwiazdami srebrnymi, pół lilii z krzyżem kawalerskim srebrnym u spodu zamiast korzonka i takiż samym krzyżem u góry zamiast środkowego płatka.
Klejnot – strusie pióra
Labry zapewne niebieskie z podbiciem srebrnym.

## Najwcześniejsze wzmianki
Jan Pypka podpisał elekcje Jana Kazimierza w 1648 r.

## Postacie literackie
Herbem Pypka pieczętował się Jaromir Kokosiński – kompanion Kmicica w powieści Henryka Sienkiewicza Potop.

## Herbowni
Tadeusz Gajl podaje następujące nazwiska (p. linki zewnętrzne) herbownych:
Kokaszyński, Kokoszyński, Ochociński, Pipka, Pupkiewicz, Putkowski, Pypka, Radykiewicz, Radyszkiewicz, Święcicki.